# Walter Martínez (1982–2019)
Walter Julián Martínez Ramos (ur. 28 marca 1982 w Tegucigalpie, zm. 11 sierpnia 2019 w Nowym Jorku) – honduraski piłkarz grający na pozycji napastnika.

## Kariera klubowa
Martínez jest wychowankiem klubu CD Victoria wywodzącego się z miasta La Ceiba. W 2001 roku zadebiutował w jego barwach w pierwszej lidze Hondurasu i stał się jego podstawowym zawodnikiem. W 2005 roku przeszedł do innego klubu z La Ceiby, CDS Vida, natomiast w drugiej połowie 2006 roku grał w CD Marathón z San Pedro Sula, z którym został wicemistrzem fazy Clausura.
W 2007 roku Martínez wyjechał do Chin i został zawodnikiem klubu tamtejszej Chinese Super League, Beijing Guo’an. W 2007 roku wywalczył z Guo’an wicemistrzostwo Chin. Na początku 2009 roku Martínez przeszedł do hiszpańskiego Deportivo Alavés, w którym zagrał trzykrotnie w Segunda División.
Latem 2009 Martínez wrócił do Hondurasu i ponownie został piłkarzem zespołu CD Marathón. W latach 2010–2011 znów grał w klubie Beijing Guo'an. W 2012 roku był piłkarzem Chongqing FC, a w 2013 roku przeszedł do San Jose Earthquakes. Następnie grał w Xelajú MC, CD Marathón i CD FAS.

## Kariera reprezentacyjna
W reprezentacji Hondurasu Martínez zadebiutował w 2002 roku. W 2007 i 2009 roku wystąpił z Hondurasem w Złotym Pucharze CONCACAF 2007 i 2009 (zdobył na nim 2 bramki). Jesienią 2009 wywalczył z Hondurasem awans do mistrzostw świata w RPA. W eliminacjach rozegrał 8 spotkań i strzelił jednego gola, w wygranym 3:1 meczu z Kanadą.